# Ivar Moltke
Ivar Christian Eiler greve Moltke (15. marts 1904 i Karise – 10. maj 1957 på Rigshospitalet) var en dansk godsejer og diplomat.
Han var søn af kammerherre, forstkandidat Aage greve Moltke og Elisabeth Thyra født komtesse Danneskiold-Samsøe, blev 1922 student fra Hass' Skole (Stenhus ved Holbæk), 1928 cand. polit. og samme år konstitueret sekretær i Udenrigsministeriet. 1930 blev Moltke sekretær, 1932 konsulatssekretær (vicekonsul) i Sydney, 1936 atter sekretær i ministeriet, 1937 chargé d'affaires i Moskva og senere samme år legationssekretær, 1938 atter sekretær i ministeriet, fra 1941 midlertidig fuldmægtig. 4. september – 4. oktober 1943 var han fungerende legationssekretær i Vichy og blev 1. oktober samme år legationssekretær i Bern. 1946 blev Ivar Moltke fuldmægtig i Udenrigsministeriet, samme år legationssekretær (legationsråd) i Haag, 1950 atter fuldmægtig i ministeriet, 1951 midlertidig kontorchef, 1952 virkelig kontorchef, men tog afsked fra statstjenesten samme år.
Han blev 26. september 1947 Ridder af Dannebrogordenen og 13. november 1952 Ridder af 1. grad. Han bar en række udenlandske ordener. 1954 blev han, der siden 1945 havde ejet Lystrup og Jomfruens Egede, hofjægermester.
Han ægtede 9. august 1938 Barbara Mary Norman Holmes (16. januar 1911 i Bathurst, Australien – ?), datter af godsejer Norman Holmes og Mary Smith.